# Club Hockey Libero San Vito 1967
Il Club Hockey Libero San Vito è una società italiana di hockey su prato fondata nel 1967 a San Vito Romano, in provincia di Roma. È una delle realtà più longeve del centro Italia, premiata dal CONI con la stella di bronzo al merito sportivo e l’unica società a sud di Roma a praticare stabilmente questa disciplina.

## Storia
Il club è nato nel giugno del 1967 grazie all'incontro tra due villeggianti, il dottor Pizzoli e l'avvocato Tondo, entrambi appassionati di hockey su prato, e un residente locale, Massimo Testa. L'incontro è avvenuto presso l'albergo "Il Castagneto" di San Vito Romano, all'epoca rinomata località turistica dei Monti Prenestini . Da questa collaborazione è nata la prima squadra di hockey su prato del paese, che nel tempo si è consolidata come punto di riferimento per lo sport locale.
Negli anni successivi alla fondazione, il club ha promosso attivamente l'hockey su prato nella comunità locale, coinvolgendo giovani e appassionati. Grazie all'impegno di dirigenti, allenatori e volontari, il Club Hockey Libero San Vito è cresciuto, diventando un punto di riferimento per questo sport nella regione.
Nel 1982, la squadra ha ottenuto la promozione nella Serie B dell'epoca, segnando un importante passo avanti nel panorama hockeistico nazionale.
Nel 2006, grazie a una riorganizzazione interna, il club è riuscito a superare un periodo critico, culminando nel 2008 con la promozione in Serie A2. Sebbene la permanenza in A2 sia stata interrotta nel 2010, la squadra ha riconquistato la categoria nel 2012. Nel primo campionato disputato dopo il ritorno, il team si è classificato al secondo posto, a soli due punti dalla vetta.
Il 3 maggio del 2015, battendo in casa la SS Lazio Hockey nell'ultima giornata del girone A della serie A2 di Hockey su prato maschile, si è aggiudicata il girone con 37 punti, davanti al CUS Padova, accedendo di diritto alla massima serie nell'anno successivo.
Nel 2015 e anche nel 2016 il Club ha partecipato massima divisione dell'hockey su prato italiano. Nel corso della stagione 2014-2015 della Serie A di hockey su prato maschile, il Club Hockey Libero San Vito 1967 ha inflitto l'unica sconfitta stagionale alla capolista Amsicora, imponendosi per 1-0 in trasferta. Nonostante questo passo falso, l'Amsicora ha concluso il campionato conquistando il titolo nazionale, il 22º della sua storia
A livello giovanile, nel 2014, il club ha ospitato le finali italiane della categoria Under 17, che hanno visto la squadra di casa conquistare il titolo nazionale.

## Palmarès
Nel corso degli anni, il Club Hockey Libero San Vito ha ottenuto numerosi successi, soprattutto a livello giovanile. Tra i principali risultati si annoverano:

### Competizioni giovanili
Under-16 maschile: 3
- 2010, 2012 e 2013

 Under-16 femminile: 1
- 2013

 Under-17 maschile: 1
- 2014

 Under-16 indoor maschile: 1
- 2013

## Impianto
Le partite casalinghe del club si disputano presso il Campo Comunale di San Vito Romano, situato in Via Borgo Mario Theodoli, 56. L'impianto è dotato di un campo in erba sintetica, conforme agli standard della Federazione Italiana Hockey, e dispone di una tribuna con una capienza di circa 300 spettatori.
Negli anni, il campo ha ospitato numerose manifestazioni sportive, tra cui le finali nazionali giovanili, e rappresenta un punto di riferimento per l'hockey su prato nel Lazio

## Riconoscimenti
Nel corso della sua storia, il Club Hockey Libero San Vito ha ricevuto riconoscimenti per il suo impegno nella promozione dello sport e per i risultati ottenuti a livello nazionale, contribuendo alla diffusione dell'hockey su prato nel Lazio e nel centro Italia. Tra questi degna di annotazione: